# Lombardi's Pizza
Lombardi's Pizza es una pizzería localizada en Spring Street, Manhattan, en el barrio de Nolita. Abrió sus puertas en 1905, es reconocida por el Salón de la Fama de la Pizza como la primera pizzería en los Estados Unidos.

## Historia
Gennaro Lombardi empezó el negocio en 1897 como una tienda de abarrotes en Spring Street, Manhattan. Empezó vendiendo pays de tomate envueltos en papel y amarrados con un hilo a la hora del almuerzo a los trabajadores de las fábricas cercanas. En 1905  recibió una licencia para operar como restaurante, pronto adquirió una fiel clientela, incluyendo al tenor Italiano Enrico Caruso. Después legó el negocio a su hijo George.
En 1984, el  Lombardi's original cerró, pero abrió nuevamente sus puertas diez años después a una manzana, en Spring Street #32, con Gennaro Lombardi III al mando (nieto del fundador) y su amigo y  vecino John Brescio. El cambio de ubicación y la ausencia de diez años hicieron que la pizzería cediera el título de la pizzería más antigua de América a Papa's Tomato Pies en Trenton, New Jersey, la cual abrió en 1912 y ha vendido pays sin interrupción desde ese año.
Del mismo modo que el establecimiento original, la pizzería reubicada Lombardi's usa un horno de carbón para hornear sus pays. Es rara por no vender rebanadas de pizza, al contrario que la mayoría de pizzerías de Nueva York, sólo vende pays completos.
En 2005, Lombardi's ofreció pizzas enteras por 5 centavos, el precio de 1905, para conmemorar el centenario de la primera pizza vendida en la ubicación original.